# Cora Lynn
Cora Lynn är en del av en befolkad plats i Australien. Den ligger i kommunen Cardinia och delstaten Victoria, omkring 67 kilometer sydost om delstatshuvudstaden Melbourne. Antalet invånare är 236.
Närmaste större samhälle är Pakenham South, nära Cora Lynn.
Trakten runt Cora Lynn består till största delen av jordbruksmark. Runt Cora Lynn är det glesbefolkat, med 14 invånare per kvadratkilometer. Genomsnittlig årsnederbörd är 1 332 millimeter. Den regnigaste månaden är juni, med i genomsnitt 166 mm nederbörd, och den torraste är januari, med 57 mm nederbörd.